# Vega de Pope
Vega de Pope (oficialmente, en asturiano, Veigaipope) es una aldea de la parroquia asturiana de La Regla de Perandones, en el concejo de Cangas del Narcea (España). 
En el año 2022 tenía un población empadronada de 29 personas (17 hombres y 12 mujeres) (INE).
Se encuentra situada a 6,5 km de la villa de Cangas del Narcea, capital del concejo, a una altitud de 420 m.